# Fortune Bassey
Fortune Akpan Bassey (Abuja, 6 ottobre 1998) è un calciatore nigeriano, attaccante del DAC Dunajská Streda in prestito dal Ferencváros.

## Carriera
Cresciuto nelle Eagle Wings, nel febbraio 2018 approda in Europa firmando con il Bohemians 1905; sei mesi più tardi si trasferisce al Radotín in terza divisione, dove si rende protagonista di un'ottima annata con 24 reti in 33 partite.
La stagione seguente viene acquistato dall'Ústí nad Labem, militante in seconda divisione. Approdato alla Dyn. Č. Budějovice nel 2020, debutta nella massima divisione ceca il 23 agosto in occasione dell'incontro perso 6-0 contro lo Slavia Praga.

## Statistiche

### Presenze e reti nei club
Statistiche aggiornate al 19 dicembre 2021.
| Stagione        | Squadra            | Campionato      | Campionato | Campionato | Coppe nazionali | Coppe nazionali | Coppe nazionali | Coppe continentali | Coppe continentali | Coppe continentali | Altre coppe | Altre coppe | Altre coppe | Totale | Totale |
| Stagione        | Squadra            | Comp            | Pres       | Reti       | Comp            | Pres            | Reti            | Comp               | Pres               | Reti               | Comp        | Pres        | Reti        | Pres   | Reti   |
| --------------- | ------------------ | --------------- | ---------- | ---------- | --------------- | --------------- | --------------- | ------------------ | ------------------ | ------------------ | ----------- | ----------- | ----------- | ------ | ------ |
| 2018-2019       | Radotín            | CFL             | 33         | 24         | CRC             | 3               | 0               |                    | -                  | -                  |             | -           | -           | 36     | 24     |
| 2019-2020       | Ústí nad Labem     | FNL             | 28         | 5          | CRC             | 0               | 0               |                    | -                  | -                  |             | -           | -           | 28     | 5      |
| 2020-gen. 2021  | Dyn. Č. Budějovice | 1L              | 6          | 0          | CRC             | 0               | 0               |                    | -                  | -                  |             | -           | -           | 6      | 0      |
| gen.-giu. 2021  | Graffin Vlašim     | FNL             | 14         | 4          | CRC             | 1               | 1               |                    | -                  | -                  |             | -           | -           | 15     | 5      |
| 2021-2022       | Dyn. Č. Budějovice | 1L              | 19         | 9          | CRC             | 3               | 1               |                    | -                  | -                  |             | -           | -           | 22     | 10     |
| Totale carriera | Totale carriera    | Totale carriera | 100        | 42         |                 | 9               | 4               |                    | -                  | -                  |             | -           | -           | 109    | 46     |

## Palmarès

### Club

#### Competizioni nazionali
- Coppa d'Ungheria: 1

Ferencváros: 2021-2022
- Campionato ungherese: 1

Ferencváros: 2021-2022